# نونو بيلوتو
نونو بيلوتو (بالبرتغالية: Nuno Piloto‏) (19 مارس 1982 بتوندلا في البرتغال - ) هو لاعب كرة قدم برتغالي في مركز الوسط. لعب مع نادي أكاديميكا كويمبرا وجي. دي. توريزينسي ‏ وAnadia F.C. ‏ ونادي إيراكليس ونادي أولهانينسي.

## روابط خارجية
- نونو بيلوتو على موقع قاعدة بيانات كرة القدم.إي يو (الإنجليزية)
- نونو بيلوتو على موقع Soccerway.com (الإنجليزية)
- نونو بيلوتو على موقع AS.com (الإسبانية)